# 香港仔水塘

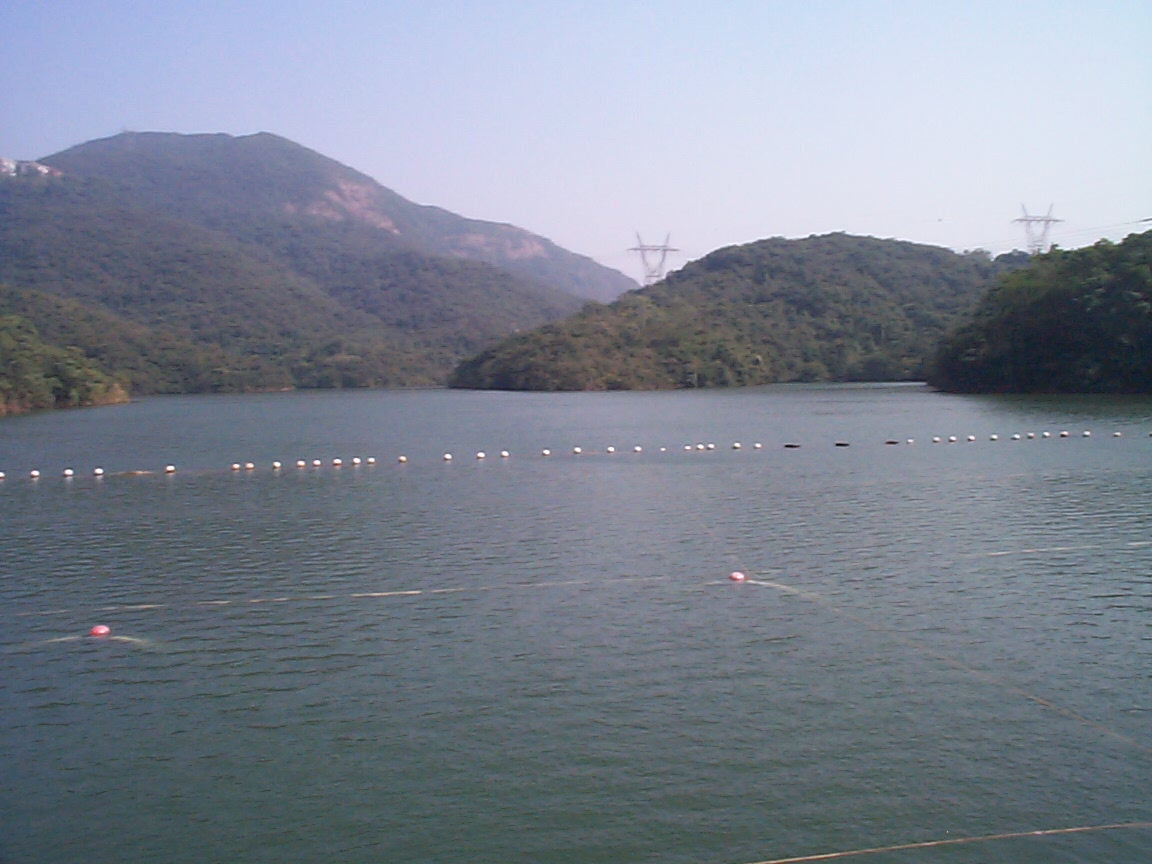
香港仔上水塘

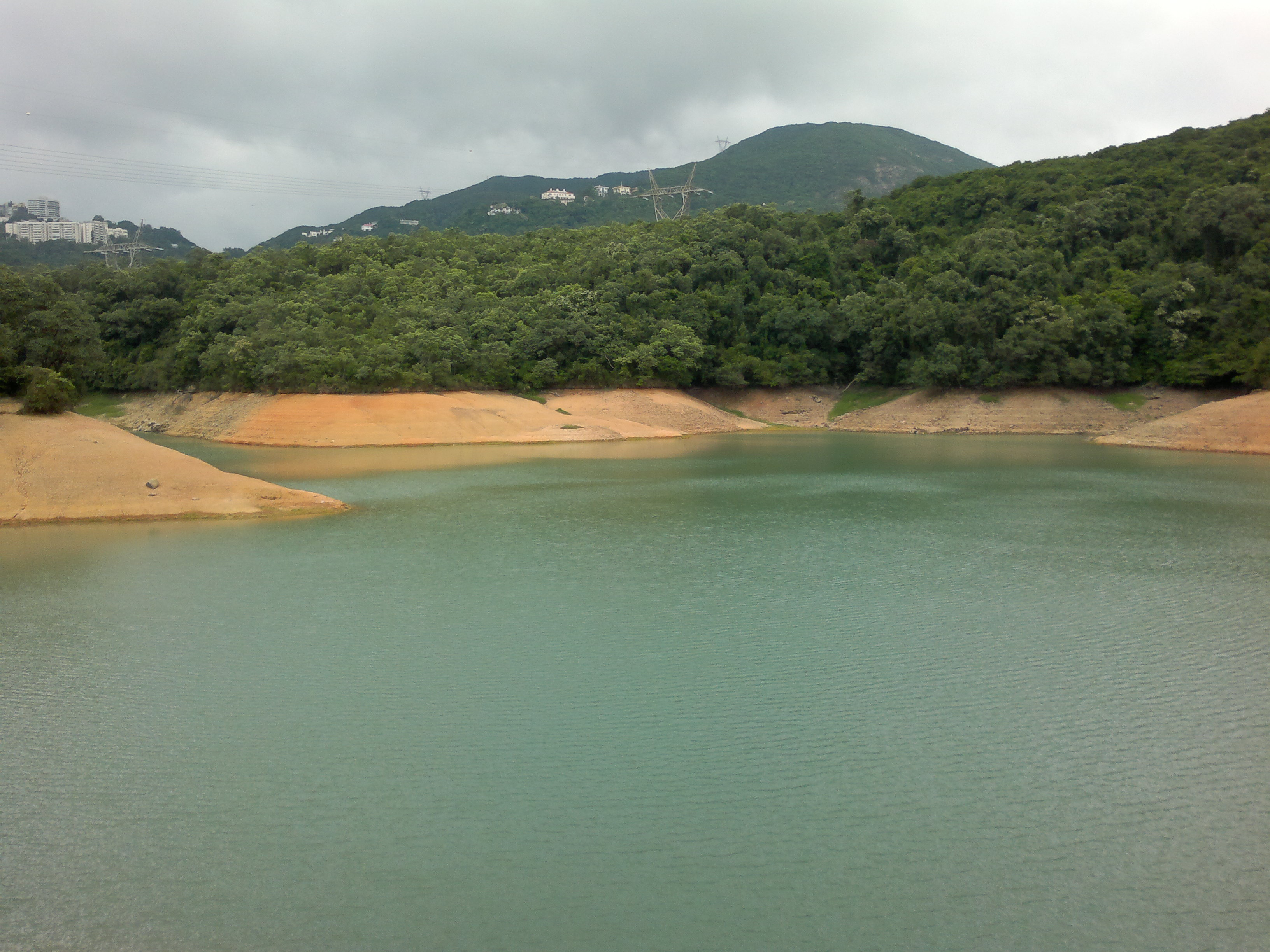
香港仔下水塘

香港仔水塘（英語：Aberdeen Reservoir）是位於香港香港島南部香港仔郊野公園內的香港仔谷的集水區，香港仔水塘由香港仔上水塘（英語：Aberdeen Upper Reservoir）和香港仔下水塘（英語：Aberdeen Lower Reservoir）組成。

## 地理
根據香港區議會分區地圖，香港仔下水塘屬於南區，香港仔上水塘則屬於灣仔區。

## 歷史
香港仔下水塘的前身是大成紙廠的私人水塘，建於1890年，容量達4,420萬加侖；1900年曾加高堤壩18米，使容量增至4,780萬加侖。當時大成紙廠與香港政府協定，為鴨脷洲居民每天提供6萬加侖的食水。到了1920年代，香港政府為了解決港島西區的食水問題，以46萬港元買入大成紙廠私人水塘，改爲公用水塘，並且擴大容量至486,000立方米，同時於原私人水塘的上游加建容量773,000立方米的香港仔上水塘，使香港仔水塘總容量增至1,259,000立方米。整體設施在1931年12月15日由當時港督貝璐主持開幕儀式。

## 郊遊
香港仔水塘附近除了設有多個燒烤地點，還有松鶴亭及主壩旁的太極台。由於沿途樹木蔭蔽，景色怡人，有很多紅膠木、大頭茶、錫葉藤及其他藤本植物，所以設有香港仔自然教育徑。

## 歷史建築
香港仔水塘多座建築已由古物古蹟辦事處評級，當中4項設施更被列為法定古蹟，古蹟及歷史建築評級如下：
| 名稱                           | 歷史評級 | 落成年份 | 補充資料                                                                           |
| ------------------------------ | -------- | -------- | ---------------------------------------------------------------------------------- |
| 香港仔上水塘石橋               | 法定古蹟 | 1931年   | 位於水壩下方。                                                                     |
| 香港仔上水塘水壩               | 法定古蹟 | 1931年   | 由水務局的Mr. R.M.Henderson設計，由花崗岩建成。                                    |
| 香港仔上水塘水掣房             | 法定古蹟 | 1931年   | 實用主義建築，受意大利文藝復興風格影響。                                           |
| 香港仔下水塘水壩               | 法定古蹟 | 1932年   | 前身為大成紙廠私人水塘。                                                           |
| 香港仔下水塘水掣房             | II       | 1932年   | 為一座正方形建築，有一小橋連接水壩。                                               |
| 香港仔下水塘泵房               | II       | 1932年   | 一座單層小型紅磚建築。                                                             |
| 香港仔下水塘管理中心           | III      | 1932年   | 單層建築物，位於香港仔水塘傷健樂園附近。                                           |
| 香港仔下水塘化學原料廠及通風口 | III      | 1932年   | 化學原料廠為一座小型紅磚正方形建築，位於有蓋配水庫旁；通風口則位於有蓋配水庫頂部。 |

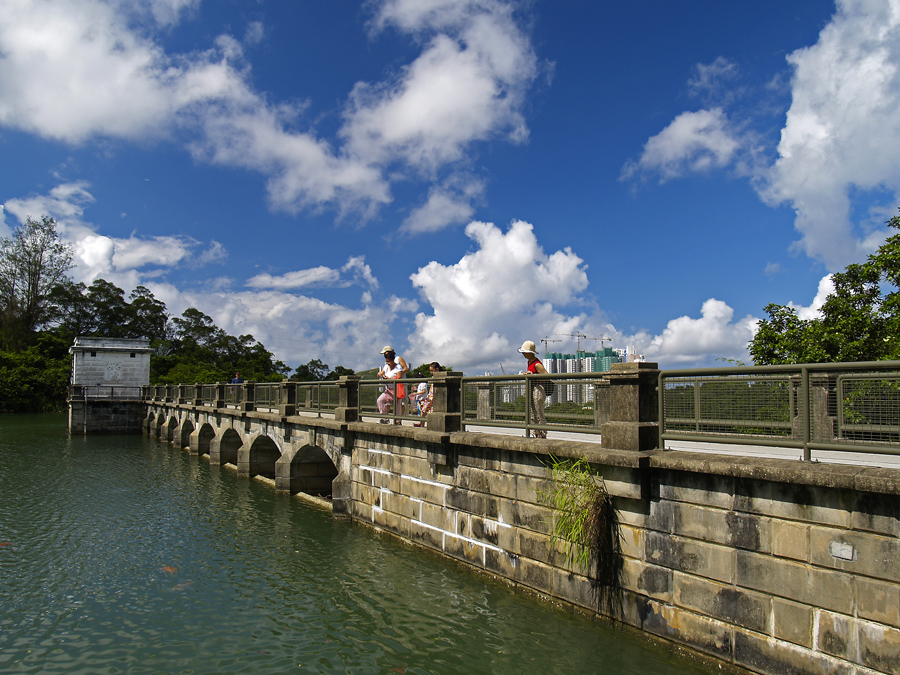
香港仔上水塘堤壩，白色建築物為水掣房
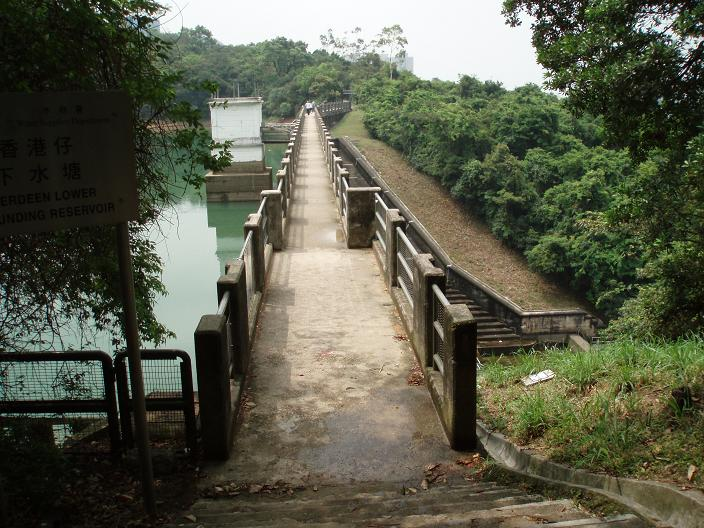
香港仔下水塘及水掣房
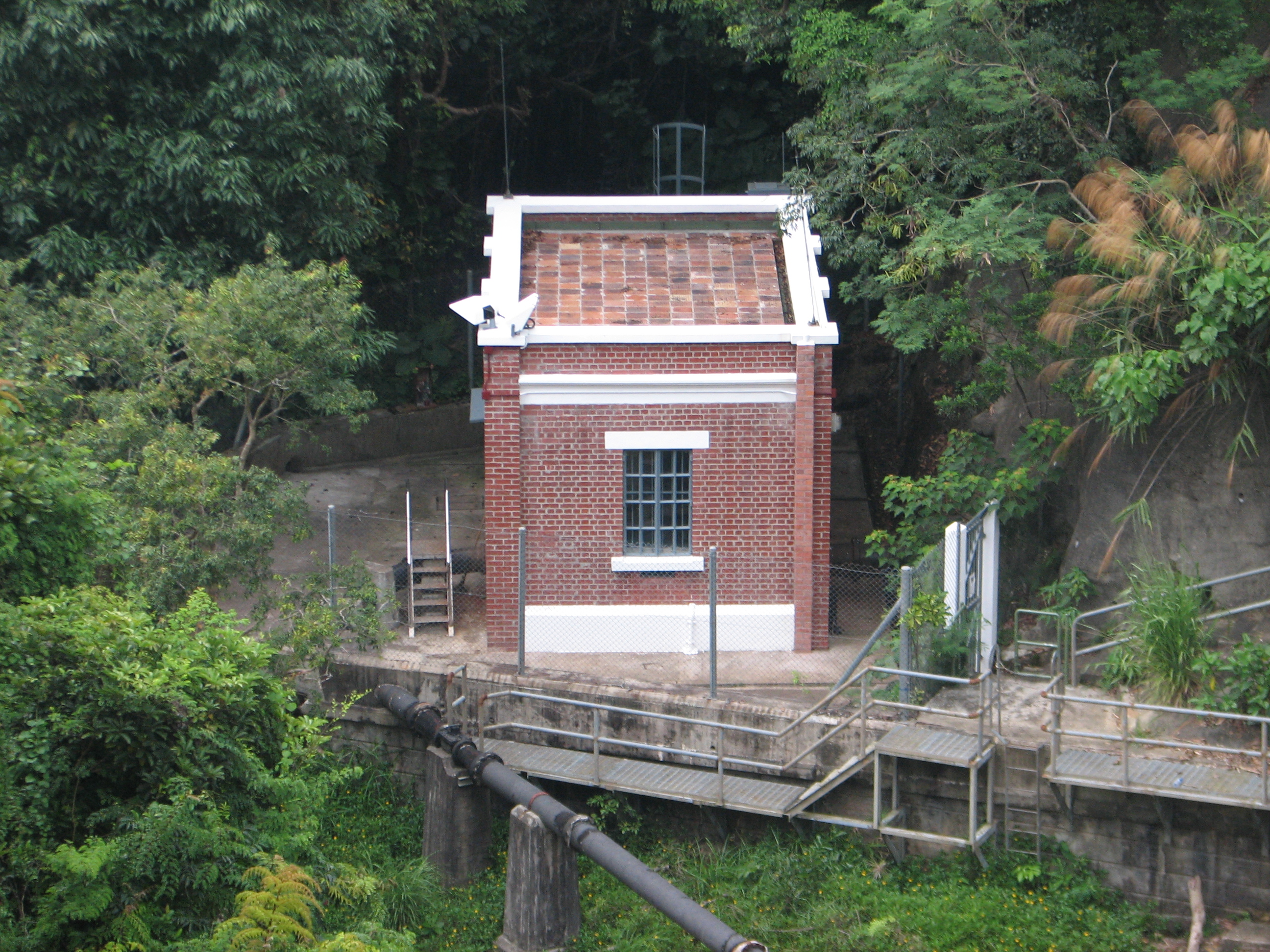
香港仔下水塘泵房
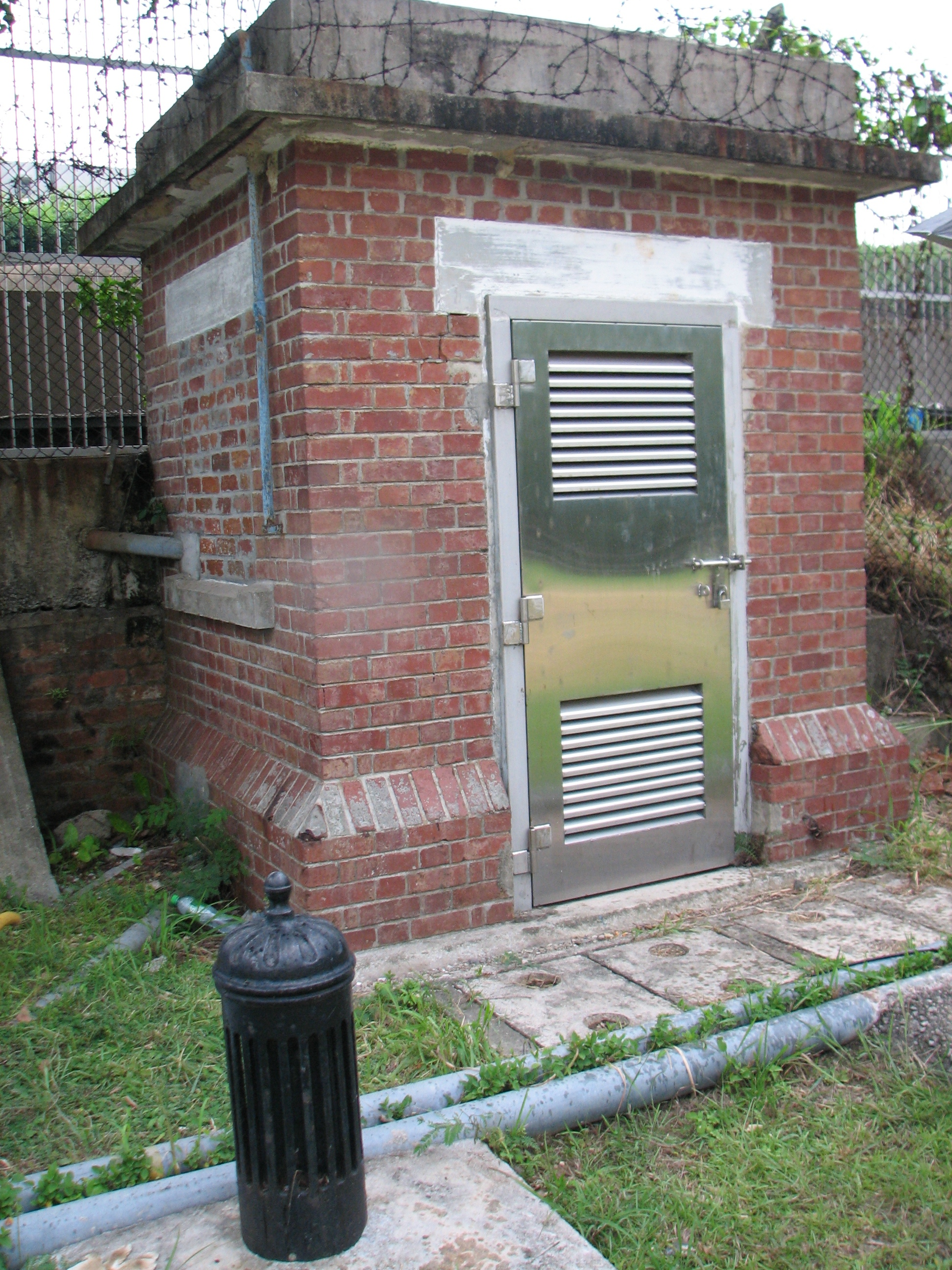
香港仔下水塘化學原料廠及通風口

## 外部連結
- 水務署 - 教育及社群（香港仔水塘）
- 香港仔水塘的位置－利用中原地圖
- 香港仔水塘的位置－利用Google Maps
- 香港地方 （页面存档备份，存于）